# Texas Instruments OMAP

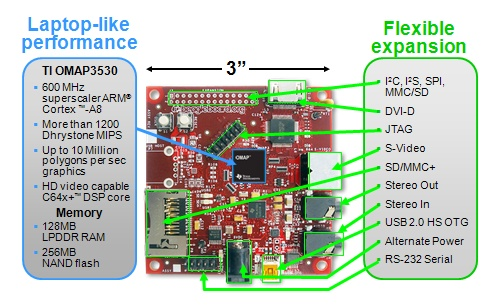
OMAP3530:s BeagleBoardbeskrivning.

Texas Instruments Ducati

Texas Instruments OMAP (Open Multimedia Application Platform) är en kategori av egenutvecklade mikroprocessorer som har kapaciteten att köra portabla och mobila multimediaapplikationer. OMAP utvecklas av Texas Instruments. OMAP-familjen inriktar sig främst på högpresterande mobila enheter. Många mobiltelefoner och liknande enheter använder OMAP-mikroprocessorer, däribland de flesta enheterna i Nokias N-serie.
Några av processorerna i OMAP-familjen innehåller en flerkärnig arkitektur bestående av en eller flera ARM-processorer, ett grafikkort från PowerVR-familjen och en eller flera signalprocessorer. De digitala signalprocessorerna är oftast varianter av TI:s egen TMS320-serie.

## Processorer
| OMAP-version             | Processorvariant | Systemchipets innehåll | Övrig information           | Enheter |
| ------------------------ | ---------------- | --- | --------------------------- | --- |
| OMAP1 "High performance" | OMAP1510         | | Mobilkanal, 130nm           | |
| OMAP1 "High performance" | OMAP5910         | | Katalogkanal, 130nm         | |
| OMAP1 "High performance" | OMAP161x         | | Mobilkanal, 130nm           | |
| OMAP1 "High performance" | OMAP162x         | | Mobilkanal, 130nm           | |
| OMAP1 "High performance" | OMAP5912         | | Katalogkanal, 130nm         | |
| OMAP1 "High performance" | OMAP171x         | | Mobilkanal, 90nm            | Nokia 770 Internet Tablet                                                                                       |
| OMAP2 "High performance" | OMAP2420         | Processor (CPU): 330 MHz ARM1136 Grafikkort (GPU): PowerVR MBX Signalprocessor (DSP): 220MHz C55x Bildsignalprocessor (ISP): Nej Bild-, video-, ljudaccelerator (IVA): Nej                      | Mobilkanal, 90nm            | Nokia N82 Nokia N93 (N93i) Nokia N95 (8GB) Nokia E90 Nokia N800 Nokia N810 (WiMAX Edition) Samsung i8510 Innov8 |
| OMAP2 "High performance" | OMAP2430         | Processor (CPU): 330 MHz ARM1136 Grafikkort (GPU): PowerVR MBX lite Signalprocessor (DSP): Nej Bildsignalprocessor (ISP): Nej Bild-, video-, ljudaccelerator (IVA): Ja, IVA2                    | Mobilkanal, 90nm            | |
| OMAP2 "High performance" | OMAP2431         | Processor (CPU): 330 MHz ARM1136 Grafikkort (GPU): Nej Signalprocessor (DSP): Nej Bildsignalprocessor (ISP): Nej Bild-, video-, ljudaccelerator (IVA): Ja, IVA2                                 | Mobilkanal, 90nm            | |
| OMAP3 "High performance" | OMAP3410         | Processor (CPU): 600 MHz ARM Cortex A8 Grafikkort (GPU): Nej Signalprocessor (DSP): Nej Bildsignalprocessor (ISP): Ja Bild-, video-, ljudaccelerator (IVA): Ja, IVA2                            | Mobilkanal, 65nm            | |
| OMAP3 "High performance" | OMAP3420         | Processor (CPU): 600 MHz ARM Cortex A8 Grafikkort (GPU): PowerVR SGX 530 Signalprocessor (DSP): 430MHz C64x+ Bildsignalprocessor (ISP): Ja Bild-, video-, ljudaccelerator (IVA): Ja, IVA2       | Mobilkanal, 65nm            | |
| OMAP3 "High performance" | OMAP3430         | Processor (CPU): 600 MHz ARM Cortex A8 Grafikkort (GPU): PowerVR SGX 530 Signalprocessor (DSP): 430MHz C64x+ Bildsignalprocessor (ISP): Ja Bild-, video-, ljudaccelerator (IVA): Ja, IVA2+      | Mobilkanal, 65nm            | Nokia N900 Sony Ericsson Satio Sony Ericsson Vivaz Samsung i8910 Omnia HD Palm Pre Motorola Milestone           |
| OMAP3 "High performance" | OMAP3440         | Processor (CPU): 800 MHz ARM Cortex A8 Grafikkort (GPU): PowerVR SGX 530 Signalprocessor (DSP): 430MHz C64x+ Bildsignalprocessor (ISP): Ja Bild-, video-, ljudaccelerator (IVA): Ja, IVA2+      | Mobilkanal, 65nm            | |
| OMAP3 "High performance" | OMAP3503         | | Katalogkanal, 65nm          | |
| OMAP3 "High performance" | OMAP3515         | | Katalogkanal, 65nm          | |
| OMAP3 "High performance" | OMAP3525         | | Katalogkanal, 65nm          | |
| OMAP3 "High performance" | OMAP3530         | | Katalogkanal, 45nm          | |
| OMAP3 "High performance" | OMAP3610         | Processor (CPU): 720 MHz ARM Cortex A8 Grafikkort (GPU): Nej Signalprocessor (DSP): Nej Bildsignalprocessor (ISP): Ja Bild-, video-, ljudaccelerator (IVA): Ja, IVA2                            | Mobilkanal, 45nm            | |
| OMAP3 "High performance" | OMAP3620         | Processor (CPU): 720 MHz ARM Cortex A8 Grafikkort (GPU): PowerVR SGX 530 Signalprocessor (DSP): 430MHz C64x+ Bildsignalprocessor (ISP): Ja Bild-, video-, ljudaccelerator (IVA): Ja, IVA2       | Mobilkanal, 45nm            | |
| OMAP3 "High performance" | OMAP3630         | Processor (CPU): 720 MHz ARM Cortex A8 Grafikkort (GPU): PowerVR SGX 530 Signalprocessor (DSP): 430MHz C64x+ Bildsignalprocessor (ISP): Ja Bild-, video-, ljudaccelerator (IVA): Ja, IVA2+      | Mobilkanal, 45nm            | |
| OMAP3 "High performance" | OMAP3640         | Processor (CPU): 1 GHz ARM Cortex A8 Grafikkort (GPU): PowerVR SGX 530 Signalprocessor (DSP): 430MHz C64x+ Bildsignalprocessor (ISP): Ja Bild-, video-, ljudaccelerator (IVA): Ja, IVA2+        | Mobilkanal, 45nm            | |
| OMAP4 "High performance" | OMAP4430         | Processor (CPU): 720 MHz dubbelkärnig ARM Cortex A9 Grafikkort (GPU): PowerVR SGX 540 Signalprocessor (DSP): C64x+ Bildsignalprocessor (ISP): Ja Bild-, video-, ljudaccelerator (IVA): Ja, IVA3 | Kanal ännu ej bestämd, 45nm | |
| OMAP4 "High performance" | OMAP4440         | Processor (CPU): 1+ GHz dubbelkärnig ARM Cortex A9 Grafikkort (GPU): PowerVR SGX 540 Signalprocessor (DSP): C64x+ Bildsignalprocessor (ISP): Ja Bild-, video-, ljudaccelerator (IVA): Ja, IVA3  | Kanal ännu ej bestämd, 45nm | |
| "Basic multimedia"       | OMAP310          | | Mobilkanal                  | |
| "Basic multimedia"       | OMAP331          | | Mobilkanal                  | |
| "Basic multimedia"       | OMAP-DM270       | | Mobilkanal                  | |
| "Basic multimedia"       | OMAP-DM299       | | Mobilkanal                  | |
| "Basic multimedia"       | OMAP-DM500       | | Mobilkanal                  | |
| "Basic multimedia"       | OMAP-DM510       | | Mobilkanal                  | |
| "Basic multimedia"       | OMAP-DM515       | | Mobilkanal                  | |
| "Basic multimedia"       | OMAP-DM525       | | Mobilkanal                  | |
| "Modem and applications" | OMAPV1030        | | Mobilkanal                  | |
| "Modem and applications" | OMAPV1035        | | Mobilkanal                  | |
| "Modem and applications" | OMAP710          | | Mobilkanal                  | |
| "Modem and applications" | OMAP730          | | Mobilkanal                  | |
| "Modem and applications" | OMAP733          | | Mobilkanal                  | |
| "Modem and applications" | OMAP750          | | Mobilkanal                  | |
| "Modem and applications" | OMAP850          | | Mobilkanal                  | |
| OMAP L-1xx               | OMAP-L137        | | Katalogkanal                | |
| OMAP L-1xx               | OMAP-L138        | | Katalogkanal                | |